# Тимошинская (Нижнеслободский сельсовет)
Тимошинская — деревня в Вожегодском районе Вологодской области.
Входит в состав Нижнеслободского сельского поселения, с точки зрения административно-территориального деления — в Нижнеслободский сельсовет.
Расстояние по автодороге до районного центра Вожеги — 59,3 км, до центра муниципального образования Деревеньки — 10,3 км. Ближайшие населённые пункты — Сафоновская, Барановская, Ереминская.
По данным переписи в 2002 году постоянного населения не было.